# Батька, Бедржих
Бедржих «Бе́да» Батька  (чеш. Bedřich Baťka; 21 августа 1922 — 6 июня 1994)   — чешский и американский кинооператор. 
Многолетний преподаватель  нью-йоркской  Школы искусств Тиш. Среди его учеников  —  операторы Кен Келш, Адам Кейн,Майкл Расо , Фредерик Элмс , 	Джон Линдли, Кристофер Сколлард,  Кент Мурхед

## Биография
Родился в 1922 году в Праге. Со студенческих лет увлекался фотографией, позднее обратив внимание и на видеокамеру. С 1948 года работал помощником кинооператора. Работал с Карелом Деглем, Йозефом Стржехой, Ярославом Тузаром. С 1955 года на самостоятельной работе. Снимал научно-популярные и учебные фильмы, пока в 1963 году не был приглашён Йиржи Вайсом для работы над фильмом «Золотой папоротник», принесшей Батьке известность и признание в профессиональной среде.

## Мнения коллег и учеников
В Нью-Йоркском университете  я  работал помощником замечательного чешского оператора Беды Батьки, который открыл мне глаза на силу камеры и освещения в  создании истории.
— Фредерик Элмс

В киношколе Нью-Йоркского университета  я брал уроки операторского мастерства у чеха по имени Беда Батька. Он был властным и назидающим, но отлично знающим дело. Он настоял, чтобы все его ученики купили книгу «Руководство для американского кинооператора». Я пользуюсь им и поныне.
— Джон Линдли

У Беды Батьки есть всего два профессиональных правила: 1.) Грамотное освещение актёров. 2.) Наиболее важными аспектами кинопроизводства являются подготовка производства, подготовка производства и подготовка производства.
— Кристофер Сколлард

## Фильмография

### Оператор
- Золотой папоротник (1963)
- Простите, ошибка! (ТВ, 1963)
- Страх (1964)
- Тридцать один градус в тени (1965)
- Маркета Лазарова (1967) [12][13]
- Знамение рака (1967)
- Четыре кольца (1967)
- В погоню за сокровищами (1972)
- Сирота (1979)
- Маленькие прелестницы (1980)[14]

### Сценарист
- Знамение рака (1967)[15]